# Дамберг, Вольдемар Францевич
Вольдемар Францевич Дамберг (14 ноября 1899 года, Рига — 8 августа 1965 года, Рига) — советский военный деятель, генерал-майор (1943 год).

## Биография

### Первая мировая и гражданская войны
В феврале 1916 года был призван в Русскую императорскую армию, в рядах которой служил до марта 1917 года в чине рядового.
В апреле 1918 года был призван в ряды РККА и служил красноармейцем 1-го Латышского кавалерийского полка и председателем комитета 2-го Латышского кавалерийского полка. В феврале 1919 года был назначен на должность комиссара 2-го кавалерийского дивизиона, а в апреле — на должность начальника кавалерийского отделения армейской школы Советской Латвии.
С июля 1919 года был курсантом 1-х Московских кавалерийских курсов, по окончании которого в октябре того же года был назначен на должность командира взвода, а затем был назначен на должность комиссара 1-го кавалерийского полка отдельной кавалерийской бригады, а с ноября 1919 года — 85-го кавалерийского полка 15-й кавалерийской дивизии. В апреле 1920 года был назначен на должность командира эскадрона этого полка. Во время Гражданской войны воевал на Северном, Восточном и Юго-Западном фронтах.
С мая 1920 года был слушателем Высшей кавалерийской школы.

### Межвоенное время
По окончании Высшей кавалерийской школы с августа 1922 года Дамберг исполнял должность начальника кавалерийского отделения Уфимско-Башкирских командных курсов. В мае 1923 года был назначен на должность помощника командира эскадрона Оренбургской кавалерийской школы, в октябре 1924 года — на должность командира кавалерийского эскадрона 57-й стрелковой дивизии, в июне 1927 года — на должность начальника штаба 48-го кавалерийского полка 11-й Оренбургской кавалерийской дивизии.
С октября 1928 года проходил обучение в Военной академии имени М. В. Фрунзе, которую закончил в мае 1932 года и был назначен на должность начальника 1-й части штаба 10-й кавалерийской дивизии, а в январе 1934 года — на должность начальника штаба 11-й Оренбургской кавалерийской дивизии.
В июле 1938 года Вольдемар Францевич Дамберг был уволен из рядов РККА и находился под следствием НКВД. В феврале 1939 года из-за отсутствия состава преступления был освобождён, восстановлен в воинском звании и назначен на должность преподавателя тактики Военной академии имени М. В. Фрунзе. В январе 1941 года был назначен на должность помощника командира 24-й кавалерийской дивизии ЗакВО.

### Великая Отечественная война
С началом Великой Отечественной войны находился на прежней должности. В конце июля 1941 года после перевода 24-й кавалерийской дивизии на новый штат был назначен на должность командира 28-й стрелковой бригады, а в октябре 1942 года — на должность командира 15-го кавалерийского корпуса (Закавказский фронт), дислоцированного в Иране и не участвовавшего в боевых действиях.
В январе 1944 года был назначен на должность командира 124-го стрелкового корпуса, который участвовал в битве за Ленинград. В феврале того же года генерал-майор Вольдемар Францевич Дамберг был ранен и после излечения в госпитале в марте был назначен на должность командира 48-й стрелковой дивизии (Ленинградский фронт), а в июле — на должность командира 308-й стрелковой дивизии, которая в начале августа освободила город Крустпилс (ныне часть города Екабпилс), а затем форсировала реку Айвиексте и участвовала в наступлении на рижском направлении.
В октябре 1944 года был назначен на должность заместителя командира 130-го стрелкового корпуса.

### Послевоенная карьера
В декабре 1945 года генерал-майор Вольдемар Францевич Дамберг был назначен на должность командира 301-й стрелковой дивизии, в июле 1946 года — на должность командира 43-й гвардейской стрелковой дивизии, в апреле 1947 года — на должность командира 29-й отдельной гвардейской стрелковой бригады, в июне 1950 года — вновь на должность командира 43-й гвардейской стрелковой дивизии, а в июне 1952 года был назначен на должность военного комиссара республиканского военкомата Латвийской ССР.
Избирался депутатом Верховного Совета Латвийской ССР 2-го созыва.
В апреле 1959 года вышел в отставку. Умер 8 августа 1965 года в Риге.

## Награды
- орден Ленина (21.02.1945)[1];
- четыре ордена Красного Знамени (29.12.1919[2], 15.08.1944[3], 3.11.1944[4], 06.11.1947[4]);
- орден Отечественной войны I степени (06.06.1945)[5];
- орден Красной Звезды (31.03.1943)[6];
- медаль «За оборону Кавказа» (30.05.1945)[7];
- медаль «За победу над Германией в Великой Отечественной войне 1941—1945 гг.» (9.05.1945)[8];
- юбилейная медаль «XX лет Рабоче-Крестьянской Красной Армии» (1938 год);